# Cricosaura typica
Genre
Espèce
Cricosaura typica, unique représentant du genre Cricosaura, est une espèce de sauriens de la famille des Xantusiidae.

## Répartition
Cette espèce est endémique de l'Est de Cuba.

## Description
C'est un reptile nocturne, vivipare, de très petite taille (environ 4 centimètres), qui vit sur le sol principalement dans des zones pierreuses.

## Publication originale
- Peters, 1863 : Über eine neue von Hrn. Dr. Gundlach auf Cuba entdeckte Sauriergattung, Cricosaura typica Gundlach et Peters. Monatsberichte der Königlichen Preussischen Akademie der Wissenschaften zu Berlin, vol. 1863, p. 362-370 (texte intégral).